# Formation de Haifanggou
La formation de Haifanggou, également connue sous le nom de formation de Jiulongshan, est un gisement de roches fossilifères situé près de Daohugou, village du comté de Ningcheng, en Mongolie intérieure, au nord-est de la Chine.
La formation se compose de conglomérats grossiers, de grès, de mudstone et de fines couches de charbon déposées dans des environnements deltaïques et lacustres.
La formation date du Callovien du Jurassique moyen à l'Oxfordien du Jurassique supérieur.
La localité la plus importante de la formation de Haifanggou sont les lits de Daohugou, situés près du village de Daohugou dans le sud-est de la Mongolie intérieure. Les autres localités comprennent Wuhuaxigou, Chentaizi, Jiangzhangzi, Wubaiding, Guancaishan, Haifenggou, Fanzhangzi et Zhuanshanzi.

## Animal fossiles découverts

### Vertébrés
| Genre        | Espèces         | Année de description | Notes                         | Images |
| ------------ | --------------- | -------------------- | ----------------------------- | ------ |
| Chunerpeton  | C. tianyiensis  | 2003                 | Un cryptobranchidé            |        |
| Castorocauda | C. lutrasimilis | 2006                 | Un docodonte (Mammaliaformes) |        |

## Faune
| Plantes fossiles | Plantes fossiles | Plantes fossiles | Plantes fossiles | Plantes fossiles          | Plantes fossiles |
| Genre            | Espèce           | Territoire       | Abondance        | Notes                     | Images           |
| ---------------- | ---------------- | ---------------- | ---------------- | ------------------------- | ---------------- |
| Sequoia          | S. jeholensis    | Ningcheng        |                  | Plus ancien séquoia connu |                  |
| Schmeissneria    | S. sinensis      | Liaoning         |                  | Une possible angiosperme  |                  |
| Xingxueanthus    | X. sinensis      | Liaoning         |                  | Un angiosperme            |                  |